# Serenata notturna n. 6 (Mozart)
La Serenata per orchestra n. 6 in Re maggiore K 239 (Serenata notturna) fu composta da Wolfgang Amadeus Mozart a Salisburgo nel mese di gennaio del 1776.
Il brano ha la particolarità di essere scritto per due piccole orchestre che permettono all'autore un interessante gioco di sonorità tra i due comparti di solo e tutti ben sottolineato dai timpani.

## Struttura e analisi
Mozart compose molta musica d'occasione quali furono le serenate, le cassazioni e i divertimenti. In particolare le prime erano solitamente destinate a essere eseguite per qualche festività, ricorrenza o intrattenimento; venivano spesso suonate all'aperto e, avendo un carattere piuttosto facile e leggero, erano costituite da pezzi brevi. Non avendo una precisa norma di costruzione, questa serenata si articola soltanto in tre movimenti, mentre quasi tutte le altre composizioni del genere spesso contavano fino a dieci brani, comprendendo anche diversi motivi di danza.
Non si conosce l'occasione per cui Mozart scrisse questo lavoro; probabilmente era destinato a essere eseguito nel giardino di un palazzo con le due piccole formazioni orchestrali poste a breve distanza. Il titolo di Serenata notturna fu segnato sulla partitura da Leopold Mozart, padre del musicista.
I tre movimenti sono costituiti da una Marcia, un Minuetto con un Trio e un Rondò. La Marcia iniziale era pressoché di prammatica nelle serenate; Mozart la presenta con un'indicazione di Maestoso e in effetti è ben sottolineata dai timpani nel suo aspetto solenne, ma al tempo stesso brillante; il musicista riesce a realizzare inaspettati effetti di eco fra le due formazioni contrapposte. Nel seguente Minuetto le due piccole orchestre di alternano in maniera più evidente; il brano presenta una piena sonorità ma è anche aggraziato come si conviene a questo tipo di danza. Il Trio è affidato al solo gruppo di violini, viola e contrabbasso. Il terzo movimento è un Rondò, più ampio rispetto ai primi due tempi, al cui interno trovano spazio alcuni brevi intermezzi tra cui un Allegro che presenta un tema insolito e particolare per il tono popolaresco; vi è anche un breve adagio che ha l'aspetto di un notturno delicato e molto intimo. Tutto il Rondò è comunque pervaso dalla giocosità e da un sottile humour tipici della personalita del compositore.

## Organico
- Due piccole orchestre da cui mancano totalmente i fiati
- 1ª: due violini (solisti), viola, contrabbasso
- 2ª: violini, viola, violoncello, timpani